# Selección femenina de voleibol de Francia
La selección femenina de voleibol de Francia es el equipo representativo del país en las competiciones oficiales de voleibol. Su organización está a cargo de la French Volleyball Federation. Se encuentra en el 20° puesto en el último ranking mundial de la FIVB.
A diferencia del equipo masculino francés, la selección femenina ha tenido resultados modestos a lo largo de su historia, calificando solo en tres ocasiones al campeonato mundial (por última vez en 1974) y consiguiendo debutar en 2024 en los Juegos Olímpicos gracias a ser el país organizador.
Sin embargo, tras un trabajo intensivo con miras a los Juegos Olímpicos, en 2023 el equipo consiguió ganar la Copa Challenger y por tanto calificar por primera vez a la Liga de Naciones del año siguiente. La victoria en el torneo, además, le permitió subir cuatro posiciones en el ranking FIVB, pasando del puesto n.º 21 al 17.

## Seleccionadores
- 1949-1952: Marcel Mathoré
- 1952-1963: Jacques Liou
- 1963-1968: Janine Folcheris
- 1968-1969: Louis Poitout
- 1970-1972: Georges Derose
- 1972-1977: Françoise Spinosi
- 1977-1979: Sbigniew Rusek
- 1979: Pierre Berjaud
- 1980-1983: Séverin Granvorka
- 1983: Dominique Petit
- 1984-1989: Ralph Hippolyte
- 1990-1994: Gérard Denaja
- 1994-1997: Gérard Jouault
- 1997-2003: Jue Gang Bai
- 2004-2006: Yan Sanchez
- 2007: Yan Fang
- 2007-2013: Fabrice Vial
- octubre de 2013-enero de 2014: Mauricio Paes
- marzo de 2014-marzo de 2017: Magali Magail
- abril de 2017-septiembre de 2018: Félix André
- Septiembre de 2018-actualidad: Emile Rousseaux

## Palmarés
| Competición        |   |   |   | Total |
| ------------------ | - | - | - | ----- |
| Juegos Olímpicos   | 0 | 0 | 0 | 0     |
| Campeonato Mundial | 0 | 0 | 0 | 0     |
| Campeonato Europeo | 0 | 0 | 0 | 0     |
| Grand Prix         | 0 | 0 | 0 | 0     |
| Copa del Mundo     | 0 | 0 | 0 | 0     |
| Total              | 0 | 0 | 0 | 0     |

## Resultados

### Juegos Olímpicos
- 1964 - 2020 — No clasificado

### Campeonato Mundial
- 1952 — 7° Puesto
- 1956 — 12° Puesto
- 1974 — 20° Puesto
- 1978 - 2022 — No clasificado

### Campeonato Europeo
- 1949 — 5° Puesto
- 1951 — 4° Puesto
- 1958 — 9° Puesto
- 1971 — 13° Puesto
- 1979 — 11° Puesto
- 1983 — 10° Puesto
- 1985 — 8° Puesto
- 1987 — 7° Puesto
- 1989 — 10° Puesto
- 1991 — 9° Puesto
- 1993 - 1999 — No clasificado
- 2001 — 8° Puesto
- 2003 - 2005 — No clasificado
- 2007 — 8° Puesto
- 2009 — 14° Puesto
- 2011 — 10° Puesto
- 2013 — 8° Puesto
- 2015 - 2017 — No clasificado
- 2019 — 21° Puesto

## Equipo actual
El siguiente plantel consiguió el torneo de la Copa Challenger de 2023: